# Конюшенный музей
Музеум придворных экипажей, в просторечии Конюшенный музей — музей, посвящённый русскому экипажному искусству, находившийся в Санкт-Петербурге. С 1860 по сентябрь 1917 года музей располагался на втором этаже специально построенного здания на Конюшенной площади в Санкт-Петербурге.

## История
На месте здания к 1733 году располагались жилые мазанки придворных конюхов, с конца 1740-х годов перестроенные в дереве, а к концу века — в камне.
Изначально музей располагался в основном каре Конюшенного двора. Он располагал уникальной коллекцией, включавшей экипажи с пышной отделкой и драгоценными украшениями, чучела царских лошадей и другие редкости. В 1840-х годах появилась мысль о постройке для музея отдельного здания, но осуществить её долго не удавалось.
Только в 1857 году по заказу придворно-конюшенного ведомства на Конюшенной площади началось строительство нового здания в стиле необарокко по проекту архитектора П. С. Садовникова (вероятно, стиль оформления здания был выбран в связи со стилем выставлявшихся вещей). Помощниками П. С. Садовника при строительстве здания были архитекторы-художники П. П. Дютель и Д. П. Садовников (сын П. С. Садовникова), а также каменных дел мастер Н. Т. Чаликов. Над скульптурным убранством работал академик Д. Иенсен.
Музей в новом здании открылся в 1860 году. Нижний этаж здания был украшен резными воротами из дуба. Всего их было 15. За ними хранились экипажи, предназначенные для выездов императорской семьи и свиты (своего рода царский гараж). Второй этаж занимал собственно музей, где были выставлены двухместный возок Петра I, потешные и маскарадные сани цариц XVIII века, другие раритетные экипажи, а также гобелены Парижской и Петербургской мануфактур, чучела царских рысаков, произведения шорных мастеров. После гибели Александра II в музей были переданы останки разбитой взрывом императорской кареты.
Для подъёма экипажей со стороны двора на второй этаж вёл специальный пандус с тамбуром, в котором был установлен подъёмный механизм и поворотный круг.
С точки зрения внутренней планировки здание состоит из двух анфилад сквозь прямоугольные залы, выходящие окнами на площадь и во внутренний двор. Перекрытия над ними — стрельчатые своды с распалубками, на втором этаже у сводов и стен есть отделка выполненными из штукатурки тягами.
Между первым и вторым этажами фасад делит тяга, весь лицевой фасад украшен пилястрами, антаблемент над которыми раскрепован. Сверху здание украшено фигурными постаментами с терракотовыми вазами (скульптор — Д. И. Иенсен). У окон полукруглые завершения и сложные рельефные барочные наличники. По бокам фасада расположены ризалиты, завершённые фронтонами.
В сентябре 1917 года музей был разграблен, затем преобразован в филиал Государственного Эрмитажа, а в 1926 году упразднён. Коллекция музея оказалась распределена между фондами Эрмитажа, ГИМа и музея в Детском Селе. С 1930 года в здании разместился автобусный парк и клуб шоферов и авиаторов имени А. Д. Садовского. Позднее здание было отдано спортивному обществу «Трудовые резервы». В мае 1935 года, после убийства С. М. Кирова в большом зале здания бывшего музея проводилась регистрация жителей города, подвергнутых органами НКВД репрессиям в виде административной высылки.
С 1938 года в нижнем этаже здания был устроен гараж такси, в 1950 году преобразованный в таксомоторный парк и центр диспетчерской службы такси; с 1990 года — филиал государственного предприятия «Пассажиравтотранс».
В конце 2000-начале 2010 годов здание было отреставрировано, в нём разместились развлекательные учреждения и магазины.

## Иллюстрации
- Современный вид здания
- Общий вид
- Вид со двора
- Ворота во двор
- Деталь фасада

- Экспонаты Конюшенного музея
- Карета Елизаветы Петровны
- Маскарадные сани Екатерины II
- Парные мужские сани
- Коляска Павла Петровича